# 潮龜
潮龜（Batagur baska），又名巴達庫爾龜、印度潮龜，是一種棲息於東南亞河流的龜。牠們處於極危狀況。

## 特徵

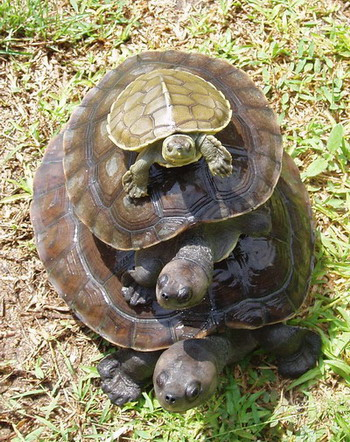
不同年齡的潮龜，最低的是兩歲大，中間的是一歲大，最高的是初出生的幼龜。

潮龜的龜殼略為凹陷，幼龜的中央起角。牠們的頸部很闊但短，第一節脊骨闊度一致，幼龜的第二至第四節脊骨較闊。第三節脊骨的後外側緣凹陷。胸甲很大，幼龜的起角，而成年的則突起。腹部龜板的闊度超過後葉的長度。最長的接縫是位於下腹，最短的則在喉盾之間。牠們的頭部很細小，吻尖而突出向上。顎部邊緣有鋸齒，上顎中央的鋸齒較少。下顎闊度差不多與眼窩的直徑一樣大小。四肢闊大，有橫間的鱗片。龜殼最長達60厘米。表面及柔軟部份呈橄欖褐色，下面呈黃色。

## 分佈
潮龜只分佈在印度的部份地方、孟加拉、緬甸、泰國、越南、馬來西亞、蘇門答臘、印尼及柬埔寨。

## 衰落
潮龜由於其藥用價值或作為食物而被廣泛貿易，導致現時的數量大幅下降。
最初相信牠們已從柬埔寨消失，但於2001年卻重新在當地發現牠們。在馬來西亞吉打、霹靂州及登嘉樓的河流都是牠們主要的棲息地方，雖有保育計劃，但面積卻不斷減少。

## 外部連結
- Centre for Turtle Research and Conservation
- TIGR Reptile Database上的Batagur baska